# Leonhard Huizinga
Leonhard Huizinga (Groninga, 3 de agosto de 1906 - Wassenaar, 9 de junho de 1980) foi um escritor, poeta e jornalista neerlandês.

## Biografia
Leonhard Huizinga era filho do historiador holandês Johan Huizinga e de Mary Vincentia Schorer. Nasceu na cidade de Groninga, onde permaneceu até os nove anos de idade, mudando-se para Leiden em função da contratação de seu pai na Universidade de Leiden em 1915. Nesta universidade, Leonhard Huizinga estudou direito, finalizando sua graduação aos 21 anos de idade. Após este período, interrompeu os estudos para viajar, passando pela Pérsia e pela União Soviética, entre outros lugares. Por seis meses, trabalhou em uma fazenda no Marrocos. Em 1929, tornou-se plantador de chá e borracha em Java, nas Índias Orientais Holandesas. Em meados da década de 1930, retornou para a Holanda a fim de iniciar uma carreira de escritor e jornalista.
Huizinga escreveu vários romances e novelas amplamente lidos na Holanda, entre os quais os mais famosos são a saga de Adriaan e Olivier, dois irmãos gêmeos. Os três primeiros livros, Adriaan e Olivier (1939), Olivier e Adriaan (1949) e Adriaan contra Olivier (1954), são considerados os melhores momentos desta saga, que inclui ainda os livros Príncipe Adriaan e Príncipe Olivier (1969), Hasjadriaan en Hasjolivier (1973), Adriaan com Olivier, naturalmente (1977), Adriaan, Olivier e Tarzan (1978), Ruben e Olivier com Oerkoende (1979) e Olivier sem Adriaan (1980). Huizinga registrou suas memórias em alguns escritos, como o romance Loete (1951), o livro Memórias de meu pai (1963) e a sua autobiografia, publicada em 1968. A obra de Leonhard Huizinga é lembrada por seu caráter humorístico, como na saga de Adriaan e Olivier, mas também no livro Hieronymus, escrito em homenagem a seu filho. Nesta última obra, Huizinga utiliza o personagem Hieronymus, avô de Fransje, como seu alter-ego, expondo seus próprios dilemas acerca da educação de seu filho através da relação conflituosa entre as personagens.

## Obras
- 1936 - O mundo simplificado (De gestroomlijnde wereld)
- 1937 - O quarto sexo (Het vierde geslacht)
- 1938 - O... eu disse (O... zei ik)
- 1939 - Adriaan e Olivier (Adriaan en Olivier)
- 1940 - O Wilhelmus (Het Wilhelmus)
- 1940 - Olivier e Adrian (Olivier en Adriaan)
- 1941 - O sétimo dia (De zevende dag)
- 1942 - Dez copos de vinho (Tien glazen wijn)
- 1945 - O que virá em breve? Handje Plak responde a Seyss Inquart em seu discurso de 3 de janeiro de 1945 (Wat straks? Handje Plak antwoordt Seyss Inquart op zijn rede van 3 januari 1945)
- 1945 - Seis velas para a Índia (Zes kaarsen voor Indië)
- 1946 - Hieronymus (Hieronymus)
- 1947 - A última caravana (De laatste karavaan)
- 1950 - E assim por diante (En zo voort)
- 1951 - Loete (Loete)
- 1952 - É assim que a civilização progrediu (Zo schreed de beschaving voort)
- 1953 - Smallegange
- 1954 - Adriaan contra Olivier (Adriaan contra Olivier)
- 1956 - Navio limpo (Schoon schip)
- 1961 - Voo de Morotai (Vlucht van Morotai)
- 1962 - O manto do amor (De mantel der liefde)
- 1963 - Memórias do meu pai (Herinneringen aan mijn vader)
- 1963 - Guia de altura da concha (Shell hoogtewijzer)
- 1966 - Dia animal! (Dag dier!)
- 1968 - Meu coração, o que você mais quer? (Mijn hartje wat wil je nog meer?)
- 1969 - Príncipe Adriaan e Príncipe Olivier (Prins Adriaan en prins Olivier)
- 1970 - Mundo possuído (Bezeten wereld)
- 1972 - Marrocos (Marokko)
- 1973 - Hasjadriaan en Hasjolivier
- 1976 - Je leeft maar zo kort
- 1977 - Adriaan com Olivier, naturalmente (Adriaan met Olivier, natuurlijk)
- 1978 - Adriaan, Olivier e Tarzan (Adriaan, Olivier en Tarzan)
- 1978 - Eu matei minha esposa (Ik heb nl. mijn vrouw vermoord)
- 1979 - Adriaan e Olivier com Oerkoendoe (Adriaan en Olivier met Oerkoendoe)
- 1980 - Avalanche (Lawine)